# Serra Pedace
Serra Pedace község (comune) Olaszország Calabria régiójában, Cosenza megyében.

## Fekvése
A megye déli részén fekszik. Határai: Casole Bruzio, Pedace, San Giovanni in Fiore és Spezzano Piccolo.

## Története
A település alapításáról nem léteznek pontos adatok. Valószínűleg a 9. században alapították a szaracén portyázások elől menekülő cosenzai lakosok.

## Népessége
A népesség számának alakulása:

## Főbb látnivalói
- Palazzo Mollo
- Palazzo Campagna
- San Giovanni-templom
- Sant’Alessandro-templom
- Santa Maria di Costantinopoli-templom
- San Donato Vescovo e Martire-templom